# باشگاه فوتبال رکریتیوو اوئلوا
باشگاه فوتبال رکریتیوو اوئلوا (انگلیسی: Recreativo de Huelva) یک باشگاه فوتبال در کشور اسپانیا است.
این باشگاه که در شهر اوئلوا قرار دارد در سال ۱۸۸۹ تأسیس شده و سابقه یک قهرمانی در لیگا ادلانته و یک نایب قهرمانی در کوپا دل ری را در کارنامه دارد.